# Autobiografía de un esclavo
Autobiografía de un Esclavo es un libro escrito cerca de 1835 por el poeta cubano Juan Francisco Manzano.En el libro se narran los primeros años de la vida de Manzano en la esclavitud y se describe parte de la esclavitud en Cuba.La obra es considerada la única autobiografía de esclavos publicada en el Caribe de habla hispana.

## Contexto
Manzano nació en la esclavitud y aprendió por su cuenta a leer y escribir. En años posteriores, tras su fuga, el autor entró en contacto con algunos escritores antiesclavistas que estaban en contra del colonialismo, y logró que se publicaran algunos de sus poemas.
El escritor Domingo del Monte junto con otros benefactores logró reunir el dinero para comprar su libertad. Del Monte le pidió a Manzano que escribiera sus memorias de sus años en la esclavitud para usarlo dentro del movimiento abolicionista.
El texto original era corto, con saltos cronológicos y con algunos errores de sintaxis, gramática y de ortografía. Parte del texto de Manzano fue reescrito y editado principalmente por el escritor Anselmo Suárez y Romero antes de su publicación.
El libro fue publicado originalmente en Inglaterra. El mismo del Monte le entregó varios de los escritos de Manzano al autor abolicionista inglés Richard Robert Madden quien fungía como comisionado inglés en Cuba. Madden publicó en 1840 una antología traducida al inglés titulada como «Poems by a Slave in the Island of Cuba, Recently Liberated».
El libro contenía varios escritos de Madden, poemas de Manzano y un capítulo en el que se encontraba su autobiografía, titulado «Life of the Negro Poet, Written by Himself»

## Resumen
Inicia su relato mencionando como su madre fue adquirida por una familia adinerada. Luego muestra como su madre es puesta a trabajar en la servidumbre del hogar y en la crianza de los niños de sus dueños.
Posteriormente, hace mención de su padre y como en sus primeros años de vida se mantuvo bajo el cuidado y buenos tratos de su dueña.
Prosigue haciendo referencia a su educación, sus gustos por la poesía y su formación como sastre. Ya en su adolescencia relata los diversos oficios que ejerció y los viajes que realizó. Tras la muerte de su dueña pasa a la propiedad de la hija de esta y expone como es sometido a malos tratos y diversos castigos por parte de su nueva propietaria.
Más adelante menciona cómo comienza, a escondidas de sus dueños, estudios para aprender a leer y escribir. Ante los constantes abusos a los que es sometido, concluye relatando su fuga.

## Recepción
El libro no pudo ser impreso en la Cuba colonial debido a la censura impuesta por las autoridades; sin embargo, circuló de forma clandestina entre algunos de los intelectuales de la isla.
En Inglaterra la obra se publicó para la Convención General Antiesclavitud y fue usada por el escritor abolicionista Richard Robert Madden, el mismo que la tradujo, en su campaña en contra de España y las autoridades coloniales de Cuba.
Para algunos, la obra es una de las precursoras de la literatura cubana reuniendo lo oral y lo escrito; y siendo pionera en la narrativa romántica, picaresca y antiesclavista.La obra original fue publicada en Cuba por primera vez en 1937 por el historiador José Luciano Franco.
Para ciertos autores, la obra fue instrumentalizada por políticos cubanos y europeos de la época como un manifiesto en contra de la esclavitud.
El escrito de Manzano fue editado por los autores abolicionistas, para crear una imagen más negativa de sus dueños. Además de promover ideas eurocéntricas y de la identidad nacional en donde los negros se adaptaran a la cultura blanca debido a los temores que se repitieran los sucesos de Haití.
Se tenía planeado publicar una segunda parte de su autobiografía, pero esta nunca vio luz. El texto que se encontraba en posesión del escritor Ramón de Palma se perdió. Algunos acusaron a de Palma y a los antiguos dueños de Manzano por dicho extravió, ya que podría contener información comprometedora.